# Ken Curtis
Ken Curtis (2 de julio de 1916-28 de abril de 1991) fue un actor y cantante estadounidense, conocido principalmente por su papel de Festus Haggen en la serie televisiva de la CBS del género western Gunsmoke, conocida en España, México y el resto de la América Hispana como "La Ley del Revólver".

## Biografía

### Inicios
Su verdadero nombre era Curtis Wain Gates y nació en Lamar (Colorado), criándose en Las Ánimas (Colorado). Su padre, Dan Gates, era sheriff. Su familia vivía sobre la cárcel, y su madre, Nellie Sneed Gates, cocinaba para los prisioneros.
En su época de escuela superior, Curtis jugó como quarterback en el equipo de fútbol americano. 
 El sirvió en el Ejército de los Estados Unidos durante la Segunda Guerra Mundial entre 1943 y 1945 y luego decidió estudiar medicina, especialmente cardiología.

### Carrera
Curtis fue cantante antes de dedicarse a la interpretación, y combinó ambas carreras tras sus inicios en el cine, cantando con los populares Sons of the Pioneers desde 1949 a 1953 así como con la banda de Tommy Dorsey, reemplazando en el puesto a Frank Sinatra. Posteriormente Curtis se unió a Shep Fields y His New Music, una banda que trabajaba con una sección de viento metal. 
En 1945, Curtis fue contratado por la Columbia Pictures trabajando en una serie de westerns musicales junto a los The Hoosier Hot Shots, interpretando primeros papeles románticos de cowboys cantantes. Durante buena parte de 1948 Curtis fue cantante y presentador del programa radiofónico musical WWVA Jamboree.
Gracias a su primer matrimonio el 31 de mayo de 1952, Curtis fue yerno del director John Ford. Curtis trabajó con Ford y John Wayne en Río Grande, The Quiet Man, The Wings of Eagles, The Searchers, The Horse Soldiers, El Álamo y La conquista del Oeste. Curtis también trabajó con Ford, y junto a Henry Fonda, James Cagney, William Powell, y Jack Lemmon en la comedia Mister Roberts.
En 1959, Curtis produjo por su cuenta dos películas de monstruos, ambas de muy bajo presupuesto, The Killer Shrews y The Giant Gila Monster. Además, también fue artista invitado en un episodio de Perry Mason, interpretando a un payaso circense. A finales de la década de 1950, Curtis trabajó en los tres únicos filmes producidos por Cornelius Vanderbilt Whitney mediante su compañía C. V. Whitney Pictures: el primero fue The Searchers (1956), el segundo The Missouri Traveler (1958, con Brandon De Wilde y Lee Marvin), y el tercero The Young Land (1959, con Patrick Wayne y Dennis Hopper).
Curtis también coprotagonizó junto a Larry Pennell en la serie televisiva de entre 1961 y 1963 Ripcord, conocida en México como "Saltos Mortales" y en el resto de Hispanoamérica y España como "Los Paracaidistas", un drama de acción y aventuras de media hora de duración sobre una compañía de paracaidismo. Curtis era Jim Buckley y Pennell su discípulo joven Ted McKeever. Este programa aumentó el interés del público televidente por el deporte del paracaidismo.

#### Gunsmoke
Curtis sigue siendo más conocido por su papel de Festus Haggen, el ayudante desaliñado, cascarrabias y analfabeto en Gunsmoke que cabalgaba en mula. Aunque el Marshal Matt Dillon tuvo un total de cinco ayudantes a lo largo de dos décadas, Festus fue el que más duró, con un total de 239 episodios a lo largo de once años, y el que tuvo más personalidad. El personaje de Festus era conocido, en parte, por su acento rural, desarrollado por el propio Curtis para dicho papel, pero que no reflejaba su voz real.
Además de sus actuaciones televisivas, Curtis también viajó por el país interpretando un show teatral de temática western representado en ferias, rodeos y en otros locales cuando Gunsmoke no estaba en producción, e incluso unos años después de la cancelación de la referida teleserie.
En dos episodios de Gunsmoke, Carroll O'Connor fue artista invitado. Años más tarde Curtis trabajó como un detective de la policía retirado en el show de O'Connor para la NBC In the Heat of the Night. Además, dio voz al buitre Lelo en la película animada de Walt Disney Animation Studios de 1973 Robin Hood y una década después, volvió a la televisión con un programa de corta trayectoria, The Yellow Rose.

### Últimos años
En 1981, Curtis fue incluido en el Salón de la Fama de los Intérpretes de Western, en el Cowboy & Western Heritage National Museum en Oklahoma City, Oklahoma.
La última interpretación de Curtis fue con el papel del ranchero "Seaborn Tay" en la producción televisiva Conagher (1991), del autor western Louis L'Amour. Sam Elliott era el protagonista, y el compañero de Curtis en Gunsmoke, Buck Taylor, interpretaba a un villano malvado. El padre de Buck Taylor, Dub Taylor, tenía un papel menor. 
Ken Curtis falleció por causa naturales mientras dormía, el 28 de abril de 1991 en Fresno (California). Sus restos fueron incinerados y las cenizas esparcidas en las llanuras de su estado natal, Colorado.